# FourFiveSeconds
FourFiveSeconds ist ein Lied der barbadischen Sängerin Rihanna, des US-amerikanischen Rappers Kanye West und des britischen Musikers Paul McCartney. Es wurde von West, McCartney, Mike Dean, David Longstreth und Noah Goldstein geschrieben und produziert, mit zusätzlichen Texten von Kirby Lauryen, Ty Dolla Sign, Dallas Austin, Elon Rutberg und Rihanna. Vorgestellt wurde der Folk-Pop und Soul-Song von West auf dem iHeartMedia Music Summit am 21. Januar 2015. Drei Tage später, am 24. Januar 2015, wurde das Lied digital veröffentlicht.

## Hintergrund
Das Lied zeichnet sich durch die einfache Instrumentation, bestehend aus Akustikgitarre, Bassgitarre und im Mittelteil der elektrischen Orgel aus. Die Strophen werden abwechselnd von Rihanna und Kanye West gesungen. McCartney ist leise im Hintergrund und in den hochgepitchten Adlibs zu hören. Es erhielt außerdem überwiegend positive Kritiken, die besonders Rihannas Gesang auf dem Lied lobten. Auch kommerziell war der Song erfolgreich – er erreichte Platz vier der US-amerikanischen Billboard-Charts. Damit erreichte Rihanna ihren 26. Top-Ten-Song in den Charts, während McCartney nach 1992 wieder einen Top-Ten-Hit erreichte. International erreichte FourFiveSeconds Platz 1 in Australien, Dänemark, Irland, Luxemburg, Neuseeland und Schweden, sowie die Top 3 in Kanada, Frankreich, Großbritannien und Deutschland.
Zu Promotionzwecken wurde ein Schwarz-weiß-Musikvideo produziert, das von dem niederländischen Fotografen-Duo Inez van Lamsweerde und Vinoodh Matadin in New York gedreht wurde. Rihanna, McCartney und West führten FourFiveSeconds zum ersten Mal bei den Grammy Awards am 8. Februar 2015 im Staples Center in Los Angeles auf. Der Song wurde von verschiedenen Künstlern gecovert, darunter von dem kanadischen Rapper Drake und dem britischen Singer-Songwriter James Bay.

## Kommerzieller Erfolg

### Chartplatzierungen
| ChartsChartplatzierungen       | Höchstplatzierung | Wochen |
| ------------------------------ | ----------------- | ------ |
| Deutschland (GfK)              | 3 (31 Wo.)        | 31     |
| Österreich (Ö3)                | 2 (28 Wo.)        | 28     |
| Schweiz (IFPI)                 | 3 (31 Wo.)        | 31     |
| Vereinigte Staaten (Billboard) | 4 (20 Wo.)        | 20     |
| Vereinigtes Königreich (OCC)   | 3 (28 Wo.)        | 28     |

| ChartsJahrescharts (2015)      | Platzierung |
| ------------------------------ | ----------- |
| Deutschland (GfK)              | 25          |
| Österreich (Ö3)                | 12          |
| Schweiz (IFPI)                 | 19          |
| Vereinigte Staaten (Billboard) | 42          |
| Vereinigtes Königreich (OCC)   | 18          |

### Auszeichnungen für Musikverkäufe
| Land/Region                  | Auszeichnungen für Musikverkäufe (Land/Region, Auszeichnung, Verkäufe) | Verkäufe  |
| ---------------------------- | ---------------------------------------------------------------------- | --------- |
| Australien (ARIA)            | 7× Platin                                                              | 490.000   |
| Belgien (BRMA)               | Platin                                                                 | 30.000    |
| Brasilien (PMB)              | 3× Platin                                                              | 180.000   |
| Dänemark (IFPI)              | 3× Platin                                                              | 270.000   |
| Deutschland (BVMI)           | 3× Gold                                                                | 600.000   |
| Frankreich (SNEP)            | Gold                                                                   | 75.000    |
| Italien (FIMI)               | 3× Platin                                                              | 150.000   |
| Kanada (MC)                  | —                                                                      | 310.000   |
| Neuseeland (RMNZ)            | 6× Platin                                                              | 180.000   |
| Österreich (IFPI)            | Gold                                                                   | 15.000    |
| Polen (ZPAV)                 | 3× Platin                                                              | 60.000    |
| Schweden (IFPI)              | 4× Platin                                                              | 160.000   |
| Schweiz (IFPI)               | Platin                                                                 | 30.000    |
| Spanien (Promusicae)         | Platin                                                                 | 40.000    |
| Vereinigte Staaten (RIAA)    | 5× Platin                                                              | 5.000.000 |
| Vereinigtes Königreich (BPI) | 3× Platin                                                              | 1.800.000 |
| Insgesamt                    | 3× Gold · 41× Platin ·                                                 | 9.390.000 |

Hauptartikel: Rihanna/Auszeichnungen für Musikverkäufe